# Holcopsis fenestrata
Holcopsis fenestrata är en tvåvingeart som beskrevs av Günther Enderlein 1923. Holcopsis fenestrata ingår i släktet Holcopsis och familjen bromsar. Inga underarter finns listade i Catalogue of Life.